# Cerkiew św. Marka w Kopyłowie
Cerkiew św. Marka – unicka, a następnie prawosławna cerkiew w Kopyłowie.

## Historia
Parafia prawosławna, a następnie unicka istniała w Kopyłowie od II połowy XVI w. W 1686 właściciel miejscowych dóbr, Marek Matczyński, ufundował unicką cerkiew św. Marka. Była to budowla jednonawowa, z czterospadowym dachem i pojedynczą wieżyczką, w stylu barokowym.
Unickie duchowieństwo z Kopyłowa brało udział w polskich powstaniach narodowych. W 1868 budowla była remontowana. Siedem lat później, w ramach likwidacji unickiej diecezji chełmskiej, parafia kopyłowska została administracyjnie przemianowana na prawosławną. Obiekt kilkakrotnie przebudowywano, by upodobnić go do rosyjskiej architektury sakralnej. W 1907 pojawił się projekt kompleksowej przebudowy cerkwi, który ostatecznie zarzucono z powodu zbyt wysokich kosztów. Następnie postanowiono wznieść na miejscu drewnianej świątyni nową murowaną cerkiew prawosławną, jednak również do tej inwestycji nie doszło z powodu wybuchu I wojny światowej. Następnie ludność prawosławna udała się na bieżeństwo. W niepodległej Polsce cerkiew nie została przywrócona do użytku liturgicznego, chociaż miejscowa ludność prawosławna, dominująca w miejscowości, ubiegała się o to, z poparciem metropolity warszawskiego i całej Polski Dionizego. Obiekt pozostawał zamknięty, a wiernym nakazano korzystać z cerkwi w Matczu. W II połowie lat 20. XX wieku o świątynię ubiegali się duchowni neouniccy. 
W 1938 nieczynna cerkiew została rozebrana w ramach akcji polonizacyjno-rewindykacyjnej.